# Người Ulster Scotland
Người Scotland Ulster (tiếng Ulster-Scotland: Ulstèr-Scotch) là một sắc tộc có nguồn gốc ở vùng Ulster của Ireland nhưng cũng ở một mức độ thấp hơn so với phần còn lại của Ireland. Tổ tiên của họ là người Scotland tin lành từ vùng đất thấp Scotland đã di cư sang Ireland trong thế kỷ 16 và 17 để xâm chiếm Bắc Ireland. Họ đã được cấp đất trong khu định cư của người Ulster, nơi trước đây thuộc về các quý tộc nói tiếng Ailen, những người chống lại sự cai trị của Anh. Chồi Ulster phần lớn có nguồn gốc từ thực dân từ Galloway, Ayrshire và biên giới Scotland-Anh và một số bắt nguồn từ phía bắc Scotland cũng như một số ở miền bắc nước Anh. Sau đó, họ di cư với số lượng lớn đến Hoa Kỳ và toàn bộ Đế quốc Anh, mà còn đến Argentina và Chile.